# Gora (Cerknica, Slovenija)
Gora je naselje u slovenskoj Općini Cerknici. Gora se nalazi u pokrajini Notranjskoj i statističkoj regiji Notranjsko-kraškoj. 

## Stanovništvo
Prema popisu stanovništva iz 2002. godine naselje je imalo 0 stanovnika.